# Stepan Łenkawski
Stepan Łenkawski, ukr. Степан Ленкавський (ur. 6 lipca 1904 w Uhornikach, zm. 30 października 1977 w Monachium) – ukraiński działacz nacjonalistyczny i społeczny, pedagog.
Od połowy lat 20. działał w ukraińskim ruchu narodowym. Był członkiem zarządu Związku Ukraińskiej Młodzieży Nacjonalistycznej. Był autorem wydanej w 1929 broszury „Dziesięcioro przykazań ukraińskiego nacjonalisty”, współorganizatorem i uczestnikiem I Kongresu OUN w dniach 28 stycznia – 3 lutego 1929 w Wiedniu, stając się członkiem Prowidu (kierownictwa) OUN w ostatnim dniu konferencji. Działacz grupy literackiej „Łystopad”. W 1931 został aresztowany przez policję w Krakowie, następnie wiosną 1932 został skazany w tzw. procesie „Kongresowców” na 4 lata więzienia. Na wolność wydostał się we wrześniu 1939.
W czasie wojny członek Ukraińskiego Komitetu Narodowego oraz Prowidu OUN-B, gdzie piastował od kwietnia 1941 funkcję referenta propagandy. Aresztowany w lipcu 1941 we Lwowie, więzień niemieckiego obozu koncentracyjnego Auschwitz-Birkenau (nr oboz. 49731), wypuszczony z obozu 19 grudnia 1944.
Po wojnie na emigracji. Po zabójstwie Stepana Bandery w latach 1959–1968 przewodniczący Prowodu OUN, potem kierował wydziałem propagandy i redagował gazetę „Szlak Zwycięstwa”.
22 sierpnia 2010 roku ukraińskie władze w obecności duchownych greckokatolickich odsłoniły w miejscowości rodzinnej Stepana Łenkawskiego jego pomnik.